# Julián Orbón
Julián Orbón (* 7. August 1925 in Avilés, Asturien, Spanien; † 21. Mai 1991 in Miami, Vereinigte Staaten) war ein kubanischer Komponist spanischer Herkunft.

## Leben
Orbón hatte ersten Unterricht bei seinem Vater, dem Pianisten Benjamín Orbón, mit dem er 1940 nach Kuba ging. Dort war er Schüler von Oscar Loirée und José Ardévol und aktiv in der von ihnen gegründeten Gruppe Renovación Musical. Dieser Gruppe, die sich der Förderung einer nationalen kubanischen Musik widmete, gehörten u. a. Harold Gramatges, Edgardo Martín, Hilario González, Gisela Hernández Gonzalo und Virginia Fleites an.
Seit 1945 arbeitete Orbón auch als Kritiker für die Zeitschrift Alerta. 1954 erhielt er beim Internationalen Musikfestival in Caracas den Premio Juan de Landaeta für seine Tres versiones sinfónicas und nahm im Rahmen eines Stipendiums in Tanglewood Unterricht bei Aaron Copland.
1960 übersiedelte er nach Mexiko und ließ sich 1963 in den USA nieder, wo er als Professor an den Universitäten von Washington, Miami und seit 1981 Princeton unterrichtete. 1967 erhielt er einen Preis der American Academy of Arts and Letters, 1969 ein Guggenheim-Stipendium. 1986 wurde er Ehrenbürger seiner Geburtsstadt Avilés, deren Konservatorium seinen Namen trägt.

## Werke
- Sonata Homenaje al Padre Soler
- Canción para nuestro niño nach einem Gedicht von Pater Luis de León
- Romance de Fontefrida
- Capricho Concertante
- El Pregón nach einem Gedicht von Nicolás Guillén
- Quinteto para clarinete y cuerda
- Sinfonía en Do (1945)
- Cuarteto de Cuerda (1951)
- Tres versiones sinfónicas (1954)
- Himnus ad Galli Cantum (1956)
- Danzas sinfónicas (1957)
- Concerto Grosso (1958)
- Tres Cantigas del Rey (1960)
- Monte Geelbré, Kantate (1962)
- Partitas 1, 2 und 3 (1963)
- Fantasía Tiento
- Liturgia en tres días
- Homenaje a la Tonadilla